# Héctor Berra
Héctor Berra, född 23 september 1909, död 4 november 1977, var en argentinsk friidrottare. Han deltog vid olympiska sommarspelen 1932.